# 이집트 표준시
이집트 표준시(Egypt Standard Time, EGY, 아랍어: توقيت مصر القياسي Tawqīt Miṣr al-qiyāsiyy)는 UTC+02:00이며, 이는 동유럽 표준시, 중앙아프리카 표준시, 남아프리카 표준시 및 중앙유럽 일광 절약 시간대에 해당하며, 인접한 리비아, 수단과 선형적이다. 이집트는 1957년부터 2010년, 2014년, 2015년, 2023년까지의 여름 기간 동안 동유럽 일광 절약 시간대(UTC+03:00)를 사용했다.